# Sasquaperla
Sasquaperla is een geslacht van steenvliegen uit de familie groene steenvliegen (Chloroperlidae). De wetenschappelijke naam van het geslacht is voor het eerst geldig gepubliceerd in 2001 door Stark & Baumann.

## Soorten
Sasquaperla omvat de volgende soorten:
- Sasquaperla hoopa Stark & Baumann, 2001